# Patrik Le Giang
Patrik Le Giang (* 8. září 1992 Lučenec) je slovenský profesionální fotbalový brankář vietnamského původu, který chytá za vietnamský klub Ho Chi Minh City FC, kde je na hostování z Cong An Ha Noi FC.
Patrik Le Giang nastoupil v české nejvyšší soutěži poprvé v sezóně 2017/18 a odehrál 67 zápasů. Má na svém kontě také starty ve slovenské reprezentaci U21.

## Klubová kariéra
S fotbalem začal v klubu FTC Fiľakovo.
V 15 letech nastoupil do mládežnického týmu MŠK Žilina a v roce 2011 byl zařazen do A-mužstva. V červenci 2011 odešel na jednoroční hostování do MFK Zemplín Michalovce, kde debutoval 23. července proti FK LAFC Lučenec (výhra 2:1). V červnu 2012 se vrátil do Žiliny. První zápas za Žilinu odchytal 15. května 2013 proti FC ViOn Zlaté Moravce. V Corgoň lize poprvé nastoupil proti svému bratrovi Emilovi 11. srpna 2013 v zápase MŠK Žilina–FC Nitra, bratr jej ohrozil jednou střelou (gól z ní nepadl). Utkání skončilo remízou 4:4. Oba bratři proti sobě nastoupili již dříve v nižší slovenské soutěži.
V létě 2016 odešel do českého druholigového klubu FC Sellier & Bellot Vlašim. V červenci 2017 odešel na půlroční hostování do týmu MFK Karviná hrajícího českou nejvyšší ligu. Z Karviné v létě odešel do Slavie Praha zkušený Jan Laštůvka a na odchodu byl i náhradní gólman Branislav Pindroch. Le Giang přišel na pozici dvojky, měl krýt záda Martinu Berkovcovi.
V červnu 2019 přestoupil do prvoligového klubu Bohemians Praha 1905. Za Klokany začal v domácím zápase proti SFC Opava, vychytal čisté konto a svým výkonem pomohl k vítězství 1:0. Od prvního zápasu se stal miláčkem fanoušků, kteří při každém zápase skandují jeho jméno.

## Reprezentační kariéra
Patrik se přes mládežnické reprezentační výběry Slovenska propracoval až do „jedenadvacítky“. Při návštěvě Vietnamu dostal nabídku tuto krajinu reprezentovat, ale rozhodl se pokračovat ve slovenském dresu.
Figuroval v kádru slovenského reprezentačního výběru U21 vedeného trenérem Ivanem Galádem v kvalifikaci na Mistrovství Evropy hráčů do 21 let 2013 v Izraeli, ve které se Slovensko probojovalo do baráže proti Nizozemsku, avšak oba barážové zápasy prohrálo shodným výsledkem 0:2.

## Rodina
Jeho otec Nam studoval na Slovensku, kde se seznámil se svou budoucí manželkou Katarínou. Kromě Patrika mají i druhého syna Emila, který je rovněž fotbalistou. Oba bratři spolu hráli v Žilině.